# Antocerote
Antocerote (lat. Anthocerotophyta), divizija u carstvu Plantae. Sastoji se od dva razreda s 5 redova i 202 vrste. Raširene su ponajprije u području umjerenih klima ali neke i samo u tropima. Na Balkanu su poznate 4 vrste iz 3 roda.
Ime dolazi od grčkog antos (άνθος) - cvijet, i keras (κέρας) - rog, zbog rogolikih sporogona koji izbijaju iz talusa, po čemu je u slovenskom jeziku poznata kao rogovnjak, a u engleskom kao hornwort.

## Opis
Divizija Anthocerotophyta, također nazvana “rogata jetrenka”, sastoji se od oko 300 vrsta malih nevaskularnih biljaka. Antocerote obično rastu na vlažnom tlu ili na stijenama u tropskim i toplim umjerenim regijama. Najveći rod, Anthoceros, rasprostranjen je diljem svijeta. Dendroceros i Megaceros uglavnom su tropski rodovi. ntocerote imaju drevnu lozu i smatra se da su neke od najranijih biljaka koje su se razvile na kopnu.
Tradicionalno, antocerote se klasificiraju kao briofiti, zajedno s mahovinama (odjel Bryophyta) i jetrenjarkama (odjel Marchantiophyta). U nekim klasifikacijskim sustavima, antocerote su grupirani kao rogate jetrenjarke u podrazred Anthocerotidae (razred Hepaticae), razred Anthocerotopsida, red Anthocerotales. Međutim, molekularni dokazi sugeriraju da antocerote imaju evolucijsku povijest koja se razlikuje od mahovina i jetrenjaka, a biljke su sada smještene u vlastitu taksonomsku grupu, Anthocerotophyta. Klasifikacija skupine i dalje je kontroverzna, a broj porodica, rodova i vrsta je u fazi revizije.
Biljni Gametofiti (spolna generacija) obično su spljoštene, nepravilno režnjičaste (taloza) strukture koje su obično manje od 2 cm (0,8–1,6 inča) u promjeru. Sporofit, ili nespolna generacija, tvori suženi cilindar. Sporofit je ovisan o pričvršćenom gametofitu za hranjive tvari i vodu. Većina sporofita naraste do 5 cm (2 inča). Talus, ili ravni gametofit, obično nema središnju žilu. Spolni organi su udubljeni u gornju površinu talusa. Rizoidi (korijenaste strukture) na donjoj površini učvršćuju biljku. Šupljine u talasu ponekad sadrže kolonije modrozelene alge Nostoc.
Antocerore se razlikuju od ostalih briofita po tome što imaju područje kontinuiranog rasta u bazi sporofita i veliko nepravilno stopalo. Peteljka koja pričvršćuje stopalo za kapsulu koja nosi spore u jetrenjača je odsutna kod antocerota.
Antocerote se spolno razmnožavaju pomoću sperme nošene vodom, koja putuje od muškog spolnog organa (anteridija) do ženskog spolnog organa (arhegonija). Oplođeno jajašce u ženskom spolnom organu razvija se u izduženi sporangij, koji se rastom uzdužno cijepa, oslobađajući spore koje su se u njemu razvile. Elatere (izdužene stanice koje pomažu u širenju spora) obično su nepravilni i višestanični.

## Podjela
- Razred Anthocerotopsida Jancz.
  - Red Anthocerotales Limpr.
    - Porodica: Anthocerotaceae Dumort.
      - Rod:
      - Anthoceros L.
      - Aspiromitus Steph.
      - Folioceros D.C. Bhardwaj

    - Rod Notothylacites Němejc & Pacltová

  - Red Dendrocerotales Hässel
    - Porodica: Dendrocerotaceae J. Haseg.
      - Rod:
      - Dendroceros Nees
      - Megaceros Campb.
      - Nothoceros (R.M. Schust.) J. Haseg.
      - Phaeomegaceros R.J. Duff, J.C. Villarreal, Cargill & Renzaglia

  - Red Notothyladales Hyvönen & Piippo
    - Porodica Notothyladaceae Müll. Frib. ex Prosk.
      - Rod:
      - Mesoceros 	Piippo
      - Notothylas Sull.
      - Paraphymatoceros 	Hässel
      - Phaeoceros 	Prosk.

  - Red Phymatocerotales R.J. Duff, J.C. Villarreal, Cargill & Renzaglia
    - Porodica: Phymatocerotaceae R.J. Duff, J.C. Villarreal, Cargill & Renzaglia
      - Phymatoceros Stotler, W.T. Doyle & Crand.-Stotl.
- Razred Leiosporocerotopsida Stotler & Crand.-Stotl.
  - Red Leiosporocerotales Hässel
    - Porodica: Leiosporocerotaceae Hässel ex Ochyra
      - Rod:
      - Leiosporoceros Hässel, vrsta: Leiosporoceros dussii 	(Steph.) Hässel
- Rod †Anthocerisporis Krutzsch
- Rod † Notothylites Chitaley & Yawale